# Asamblea Constituyente de Ecuador de 2007 y 2008
La Asamblea Constituyente de Ecuador fue una asamblea convocada para la redacción de un nuevo texto constitucional, con la intención de sustituir la Constitución de 1998, que tuvo su sede en el complejo denominado Ciudad Alfaro, en el cantón Montecristi en la provincia de Manabí. La Asamblea inició las sesiones el 29 de noviembre de 2007 y terminó oficialmente sus funciones el 25 de octubre de 2008.

## Antecedentes
La crisis política que vivía el Ecuador, había  llegado a su punto máximo durante la Rebelión de los Forajidos entonces el reclamo de la ciudadanía fue la salida del entonces Presidente Lucio Gutiérrez y la disolución del Congreso Nacional y de las autoridades del poder Judicial, la presión social sin embargo, solo sirvió para provocar la caída de Gutiérrez y la reestructuración de la Corte Suprema de Justicia, el Congreso de entonces declaró el abandono del poder de Gutiérrez y posesionó al vicepresidente Alfredo Palacio como nuevo Presidente. Palacio prometió buscar un mecanismo para reformar la Constitución sin embargo todos sus esfuerzos por hacerlo fueron bloqueados por el Congreso.
Durante la campaña para las elecciones presidenciales de 2006 la principal propuesta del candidato de izquierda Rafael Correa fue que el primer día de su gobierno llamaría a consulta popular para instalar una Asamblea Constituyente que elabore una nueva constitución y reforme la estructura del estado incluyendo la disolución del Congreso, esto le valió la victoria en noviembre de ese año. El día de la posesión de Correa el 15 de enero de 2007 su decreto ejecutivo 002 fue llamar a la consulta prometida. Varios conflictos con el Congreso provocaron una crisis legislativa marcada por la destitución de 57 diputados que se oponían a la Constituyente por parte de Tribunal Supremo Electoral. Este organismo electoral finalmente llamó a la consulta.

## Desarrollo
La creación de la asamblea fue ordenada por el 81,72% de los votantes en la consulta popular del 15 de abril de 2007, luego de acuerdo al Estatuto de Instalación y Funcionamiento de la Asamblea Constituyente (que se aprobó como anexo en la consulta) se desarrolló la elección de los 130 asambleístas, el 30 de septiembre del mismo año, logrando el partido de Rafael Correa Alianza País más del 70% de los escaños. Durante el período que la asamblea ejerció en funciones, el Congreso Nacional fue disuelto y el Poder legislativo pasó a manos de este organismo. El 27 de junio de 2008, el presidente de la Asamblea Alberto Acosta Espinosa, renunció por divergencias con el presidente de la república Rafael Correa. La Asamblea nombró a Fernando Cordero Cueva como presidente de la misma.
La Asamblea Constituyente finalizó su labor principal (la redacción de la nueva Constitución) la noche del jueves 24 de julio, el texto de la nueva Constitución fue aprobado por 94 asambleístas. El 25 de julio se realizó la ceremonia de presentación de la nueva Constitución que fue entregada al Tribunal Supremo Electoral para que convoque al referéndum constitucional, tras esto la Asamblea entró un receso hasta que se realice dicho referéndum; el 28 de septiembre de 2008 la nueva Constitución fue aprobada con el 63.93% de los votos y el 20 de octubre del mismo año fue publicada en el Registro Oficial. La Asamblea se reinstaló el 22 de octubre de 2008 para conformar la Comisión Legislativa y de Fiscalización y la Función Electoral, la Asamblea Constituyente fue clausurada oficialmente el 25 de octubre de 2008.

## Escaños por partido
| Lista | Lista | Lista | Partido / Movimiento                                               | Asam. |
| ----- | ----- | ----- | ------------------------------------------------------------------ | ----- |
|       | 35    |       | Movimiento Alianza PAIS, Patria Altiva I Soberana (PAIS)           | 79    |
|       | 3     |       | Partido Sociedad Patriótica 21 de Enero (PSP)                      | 18    |
|       | 7     |       | Partido Renovador Institucional Acción Nacional (PRIAN)            | 8     |
|       | 6     |       | Partido Social Cristiano (PSC)                                     | 6     |
|       | 18    |       | Movimiento de Unidad Plurinacional Pachakutik Nuevo-País (MUPP-NP) | 4     |
|       | 15    |       | Movimiento Popular Democrático (MPD)                               | 4     |
|       | 29    |       | Red Ética y Democracia (RED)                                       | 3     |
|       | 12    |       | Izquierda Democrática (ID)                                         | 3     |
|       | 41    |       | Una Nueva Opción (UNO)                                             | 2     |
|       | 10    |       | Partido Roldosista Ecuatoriano (PRE)                               | 1     |
|       | 27    |       | Movimiento Honradez Nacional (MHN)                                 | 1     |
|       | 99    |       | Movimiento Ciudadano Independiente Futuro Ya                       | 1     |
| Total | Total | Total | Total                                                              | 130   |

## Conformación
La Asamblea fue conformada por 130 asambleístas: 100 provinciales, 24 nacionales y 6 por los migrantes de América Latina, Estados Unidos de América, Europa. Debía tener una duración de 180 días, prorrogables por 60 días más. 

## Administración

### Comisión Directiva
Las autoridades de la Asamblea fueron las siguientes:
| Cargo                   | Asambleísta             | Asambleísta             | Asambleísta             | Bancada                 | Partido                 | Período                 | Período               |
| Cargo                   | Asambleísta             | Asambleísta             | Asambleísta             | Bancada                 | Partido                 | Inicio                  | Fin                   |
| ----------------------- | ----------------------- | ----------------------- | ----------------------- | ----------------------- | ----------------------- | ----------------------- | --------------------- |
| Presidencia             |                         |                         | Alberto Acosta Espinosa | PAIS                    | PAIS                    | 29 de noviembre de 2007 | 27 de junio de 2008   |
| Presidencia             |                         |                         | Fernando Cordero Cueva  | PAIS                    | PAIS                    | 27 de junio de 2008     | 27 de octubre de 2008 |
| Primera Vicepresidencia |                         |                         | Fernando Cordero Cueva  | PAIS                    | PAIS                    | 29 de noviembre de 2007 | 27 de junio de 2008   |
| Primera Vicepresidencia |                         |                         | Aminta Buenaño Rugel    | PAIS                    | PAIS                    | 27 de junio de 2008     | 27 de octubre de 2008 |
| Segunda Vicepresidencia |                         |                         | Aminta Buenaño Rugel    | PAIS                    | PAIS                    | 29 de noviembre de 2007 | 27 de junio de 2008   |
| Segunda Vicepresidencia |                         |                         | César Rodríguez         | PAIS                    | PAIS                    | 27 de junio de 2008     | 27 de octubre de 2008 |
| Primera Vocalía         |                         |                         | Jorge Escala Zambrano   | Aliados                 | MPD                     | 29 de noviembre de 2007 | 27 de octubre de 2008 |
| Segunda Vocalía         |                         |                         | Martha Roldós Bucaram   | Ind.                    | RED                     | 29 de noviembre de 2007 | 2 de julio de 2008    |
| Secretaría General      | Francisco Vergara Ortiz | Francisco Vergara Ortiz | Francisco Vergara Ortiz | Francisco Vergara Ortiz | Francisco Vergara Ortiz | 29 de noviembre de 2007 | 27 de octubre de 2008 |

### Mesas Especializadas
| Mesa                                                  | Presidente | Presidente          | Bancada | Partido | Vicepresidente | Vicepresidente   | Bancada | Partido |
| ----------------------------------------------------- | ---------- | ------------------- | ------- | ------- | -------------- | ---------------- | ------- | ------- |
| Derechos ciudadanos                                   |            | María Molina        | PAIS    | PAIS    |                | Carlos Pilamunga | Aliados | MUPP    |
| Organización y participación ciudadana                |            | Virgilio Hernández  | PAIS    | PAIS    |                | Pilar Núñez      | PAIS    | PAIS    |
| Estructura institucional del Estado                   |            | Gustavo Darquea     | PAIS    | PAIS    |                | Betty Amores     | PAIS    | PAIS    |
| Ordenamiento territorial y asignación de competencias |            | Tatiana Hidrovo     | PAIS    | PAIS    |                | Gerardo Nicola   | PAIS    | PAIS    |
| Recursos naturales y biodiversidad                    |            | Mónica Chuji        | PAIS    | PAIS    |                | Rolando Panchana | PAIS    | PAIS    |
| Trabajo y producción                                  |            | Pedro de la Cruz    | PAIS    | PAIS    |                | Irina Cabezas    | PAIS    | PAIS    |
| Modelo de desarrollo                                  |            | Pedro Morales       | Aliados | MUPP    |                | Ricardo Zambrano | PAIS    | PAIS    |
| Justicia y lucha contra la corrupción                 |            | Fernando Vega       | PAIS    | PAIS    |                | Gina Godoy       | PAIS    | PAIS    |
| Soberanía e integración latinoamericana               |            | María Augusta Calle | PAIS    | PAIS    |                | Gabriela Quezada | PAIS    | PAIS    |
| Legislación y fiscalización                           |            | César Rodríguez     | PAIS    | PAIS    |                | María Paula Romo | PAIS    | PAIS    |

Fuentes: